# Pontymoile
Pontymoile är en community i Storbritannien.   Den ligger i kommunen Torfaen och riksdelen Wales, i den södra delen av landet, 200 km väster om huvudstaden London.
Pontymoile utgör bland annat den centrala delen av staden Pontypool.